# 六叶龙胆
六叶龙胆（学名：Gentiana hexphylla）为龙胆科龙胆属的植物。分布在中国大陆的甘肃、青海、四川等地，生长于海拔2,700米至4,400米的地区，一般生于山坡草地、高山草甸、山坡路旁和灌丛中，目前尚未由人工引种栽培。

## 别名
吉解那保